# Стечковский, Ян Кантий
Ян Кантий Стечковский (пол. Jan Kanty Steczkowski; 16 октября 1862, Домброва-Тарновска, Австро-Венгрия — 3 сентября 1929, Краков, Польша) — польский государственный и политический деятель, экономист, адвокат, премьер-министр в 1918 году.

## Биография
Родился в семье инспектора народных училищ. 
В молодости изучал право в Виленском и Ягеллонском университетах. Продолжил учебу на юридическом факультете Венского университета и в 1884 году получил там докторскую степень. В декабре 1886 года он получил степень доктора философии Ягеллонского университета.
Позже имел адвокатскую практику в Жешуве и Львове.
В 1894—1907 годах работал в главном управлении Ассоциации сельскохозяйственных обществ во Львове, в 1898—1899 годах являлся её секретарём, в 1901 и в 1903—1905 годах — вице-президентом. С 1899 по 1906 год являлся директором Галицкого сберегательного банка во Львове.
В 1906 году стал директором Института торговли и промышленности в Лемберге, ныне Львов. Занимался также вопросами государственного финансирования сельского хозяйства. В 1913—1920 годах управлял Государственным банком в Лемберге и одновременно входил в состав наблюдательных советов ряда крупных промышленных и торговых предприятий. Был членом Генерального комитета помощи жертвам Первой мировой войны.
После создания Государственного совета Польши, созданного оккупационного германского и австро-венгерскими властями, стал неофициальным советником по вопросам налоговой организации. По инициативе Национального департамента осуществил закупку Краковского бассейна из частных рук в пользу для государства. 
В правительстве Яна Кухажевского занимал пост министра финансов (1918), а в апреле 1918 года занял его место, пробыв премьер-министром до декабря. Возглавляемый им кабинет заложил основы государственной налоговой системы и подготовил законопроекты финансовой системы, укрепил Вооруженные силы Польши, стремилось сформировать системы образования и местного самоуправления, анонсировало принятие создание социального законодательства.
В апреле 1918 года направил в адрес Центральных держав секретную записку о необходимости создания независимого государства в границах Королевства Польша. В ней он согласился с территориальным обменом с Украинской Народной Республикой и потерю четырех северных повятов, заявил о готовности заключить военный и торговый договоры с «Центральными державами», предоставлении бесплатной навигацию по Висле. Секретная записка Стецковского была опубликована 25 августа 1918 года в немецком издании «Berliner Tageblatt». Разглашение содержания записки вызвало волну критики и негодования в польском обществе, и в результате 5 сентября 1918 года он был вынужден уйти с поста премьер-министра.
В 1921 году принимал участие в заключении Рижского мирного договора Польши и РСФСР. В правительстве Винценты Витоса вновь занимал пост министра финансов (1920—1921).
Затем был директором Польского национального кредитного фонда — единственного учреждения-эмитента в Польше (до создания Банка Польши). В 1922—1927 годах возглавлял Государственный банк Польши. В 1926—1927 годах также был президентом Британского и Польского торгового банка в Гданьск.
Всю жизнь придерживался консервативных убеждений. Похоронен был на Раковицком кладбище в Кракове.

## Награды и звания
- Большой крест ордена Возрождения Польши (1927),
- Командорский крест ордена Франца Иосифа (1913).

## Публикации
- Polska pożyczka zagraniczna w złocie. — 1919.
- Zewnętrzna pożyczka państwa polskiego w złocie. — Warszawa: Wydawnictwo «Przeglądu Dyplomatycznego», 1920.
- O naprawie skarbu Rzeczypospolitej Polskiej. — 1923.